# Согоян Віра Согомонівна
Віра Согомонівна Согоя́н (27 грудня 1925, Артвін — літо 1986 Київ) — українська радянська художниця вірменського походження; член Спілки радянських художників України. Дружина художника Володимира Чернікова, мати художника Миколи Чернікова.

## Біографія
Народилася 27 грудня 1925 року в турецькому місті Артвіні. 1928 року її сім'я переїхала до Радянського Союзу й оселилася в місті Краснодарі. З 1945 року навчалася в Краснодарській художній студії у Миколи Шарікова. 1952 року закінчила Київський державний художній інститут, де навчалася у Сергія Григор'єва, Олексія Шовкуненка, Іллі Штільмана, Володимира Костецького.

Могила Віри Согоян та її родини, Байкове кладовище

Мешкала в Києві, в будинку на вулиці Академіка Філатова, № 10 а, квартира № 10. Померла влітку 1986 року. Похована разом із родиною на Байковому кладовищі (ділянка № 49, 50°25′0.56″ пн. ш. 30°30′5.27″ сх. д. / 50.4168222° пн. ш. 30.5014639° сх. д.).

## Творчість
Працювала в галузі станкового живопису, створювала тематичні картини в поєднанні стилів соцреалізму та імпресіонізму у яких переважними темами були материнство та сімейні цінності, а також портрети, пейзажі, натюрморти. Серед робіт:
- «У музичному відділі універмагу» (1952);
- «Ганна Орденко» (1960);
- «Льотчик-інструктор Марина Попович» (1963);
- «Моринці. Вечір» (1964);
- «Коли мами у полі» (1967);
- «Композиція квіти» (1973).

Брала участь у республіканських виставках з 1952 року.
Роботи художниці представлені в музейних і галерейних колекціях в Україні та за її межами.